# ألبرت سولومون
ألبرت سولومون (بالإنجليزية: Albert Solomon) هو سياسي أسترالي، ولد في 7 مارس 1876 في أستراليا، وتوفي في 5 أكتوبر 1914 في هوبارت في أستراليا. حزبياً، نشط في Liberal Party (Australia, 1909) ‏. وقد انتخب Premier of Tasmania ‏.